# Cimetière d'Ahvenisto
Le cimetière d'Ahvenisto (finnois : Ahveniston hautausmaa) est un cimetière du quartier d'Ahvenisto à Hämeenlinna en Finlande.

## Présentation
Le cimetière d'Ahvenisto est situé sur l'esker d'Ahvenisto. 
Le cimetière d'une superficie totale de 9,25 hectares a été fondé en 1873.
Un monument commémoratif sculpté par Annu Eklund a été inauguré en 2000.
Le cimetière est a proximité de l'hôpital central de Kanta-Häme et de l'église orthodoxe d'Ahvenisto.

## Personnalités inhumées
- Valfrid Hedman,  linguiste
- Fredrik Klingstedt, chimiste
- Vexi Salmi, parolier, écrivain
- Carolus Lindberg,  professeur
- Akseli Salokannel,  conseiller scolaire
- Atte Tarjanne,  éditeur en chef
- Heikki Tuhkanen, fondateur d'un séminaire
- Timo Mäki, député
- Eero Salo, député
- Oskari Sirén, syndicaliste